# 松明焙
松明焙（たいまつあぶり）は、戦国時代から江戸時代初期にかけて行われた死刑の方法である。

## 概要
天和4年の『土津霊神言行録』によれば、「土を盛り上げた壇に柱を立て、罪人に首枷をして柱に繋ぎ、両手で竹製の輪を抱えさせる。麻や葦を束ねたものに火をつけ、前後左右から罪人の体を焙る」という。
罪人は、もがき苦しみながら死に至るとされ、通常の火刑よりも残酷な処刑法であった。
江戸時代は蒲生氏が支配する会津藩で行われており、保科正之が廃止したとされる。

## 事例
万治元年、薬師寺の名子（小作農）太左衛門が米を盗み寺に放火した。「加判之者」（藩の重役）が協議した結果、太左衛門は市中引き回しと晒しの上松明焙に、太左衛門の妻子は死罪となった。
会津藩士大河原臣教が記した『千年の松』によれば、「先封蒲生家の頃は、牛裂き・釜煎・明松焙など申す惨毒の刑法、被行来り候場所に候処、此頃の事に可有之候哉、其様子被聞召、いかに罪科有之ものに候ても、無慈悲至極なる儀、自今以後如斯刑法は、御用被成まじき旨被遊候、就中明松焙と申すは、なぶり殺しにて、刑を弄ぶと申すにて候とて、特に御嫌ひ被遊候由に候、今以て蒲生家の頃相用ゐ候釜二ツ相残り居候」とあり、保科正之が松明焙を「無慈悲至極」の極刑であるとして嫌悪し、これを廃止するよう命じたとされる。